# Doña María la Brava

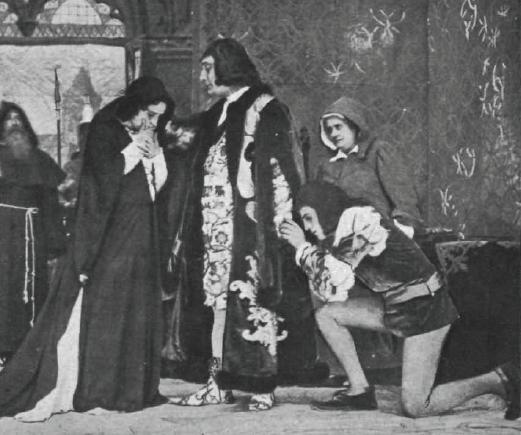
Imagen del estreno en 1909, con María Guerrero, Fernando Díaz de Mendoza, María Cancio y Morales

Doña María la Brava es una obra de teatro de Eduardo Marquina, estrenada en 1909.

## Argumento
Ambientada en la Castilla del siglo XV, la obra recrea la vida de la noble  María López de Guzmán y Estúñiga y sus relaciones con el rey Juan II de Castilla y el condestable del reino Don Álvaro de Luna, del que María se encuentra profundamente enamorada.

## Representaciones destacadas
- Teatro de la Princesa, Madrid, 27 de noviembre de 1909.
  - Intérpretes: María Guerrero, Fernando Díaz de Mendoza, Luis Medrano, Alfredo Cirera, Felipe Carsi, Matilde Salvador, Catalina Bárcena, María Cancio, Nieves Suárez, Luis Martínez Tovar, Ricardo Vargas.

- Teatro Infanta Beatriz, Madrid, 1944.
  - Intérpretes: María Guerrero López, José Romeu, Ricardo Juste, Margarita García Ortega, Magda Roger.